# 昆庫斯山 (保卡斯區)
9°11′22″S 76°52′19″W / 9.18944°S 76.87194°W
昆庫斯山（Kunkush），是秘魯的山峰，位於該國北部安卡什大區，由瓦里省的保卡斯區負責管轄，屬於安地斯山脈的一部分，海拔高度4,400米。